# پیتر داله
پیتر داله (سوئدی: Peter Dalle؛ زادهٔ ۵ دسامبر ۱۹۵۶) هنرپیشه، کمدین، نویسنده و کارگردان فیلم اهل سوئد است.
از فیلم‌هایی که وی در آن نقش داشته‌است، می‌توان به آدم‌برفی اشاره کرد.